# Rövidlábú rókarigó
A rövidlábú rókarigó (Stizorhina fraseri) a madarak osztályának verébalakúak (Passeriformes) rendjébe és a rigófélék (Turdidae) családjába tartozó faj.
Magyar neve forrással nincs megerősítve.

## Rendszerezése
A fajt Hugh Edwin Strickland angol zoológus és ornitológus írta le 1844-ben, a Muscicapa nembe Muscicapa Fraseri néven. Sorolják a Neocossyphus nembe Neocossyphus fraseri néven is.

## Alfajai
- Stizorhina fraseri fraseri (Strickland, 1844)
- Stizorhina fraseri rubicunda (Hartlaub, 1860)
- Stizorhina fraseri vulpina Reichenow, 1902[2]

## Előfordulása
Angola, Dél-Szudán, Egyenlítői-Guinea, Gabon, Kamerun, a Kongói Köztársaság, a Kongói Demokratikus Köztársaság, a Közép-afrikai Köztársaság, Nigéria, Uganda és Zambia területén honos. Természetes élőhelyei a szubtrópusi vagy trópusi síkvidéki esőerdők, folyók és patakok környékén, valamint szántóföldek és ültetvények. Állandó, nem vonuló faj.

## Megjelenése
Testhossza 20 centiméter, tömege 27-44 gramm.

## Természetvédelmi helyzete
Az elterjedési területe rendkívül nagy, egyedszáma ugyan csökken, de még nem éri el a kritikus szintet. A Természetvédelmi Világszövetség Vörös listáján nem fenyegetett fajként szerepel.